# رزاق نوهو
رزاق نوهو (انگلیسی: Razak Nuhu؛ زادهٔ ۱۴ مهٔ ۱۹۹۱) بازیکن فوتبال اهل غنا است.
از باشگاه‌هایی که در آن بازی کرده است می‌توان به باشگاه فوتبال آپولون لیماسول، باشگاه فوتبال منچستر سیتی، و باشگاه فوتبال آنورتوسیس فاماگوستا اشاره کرد.
وی همچنین در تیم ملی فوتبال غنا بازی کرده است.